# Harold Darragh
Pour les articles homonymes, voir Darragh.
Harold Edward Darragh (né le 13 septembre 1902 à Ottawa, Ontario au Canada – mort le 28 octobre 1993) est un joueur canadien de hockey sur glace,.

## Carrière de joueur
Il devient joueur professionnel lorsqu'il se joint aux Yellowjackets de Pittsburgh en compagnie de son ami, Hib Milks, lors de la saison 1922-23. En 1925-1926, à la suite de difficultés financières, les Yellowjackets sont vendus et renommés les Pirates de Pittsburgh. De plus, l'équipe joint les rangs de la Ligue nationale de hockey.
Darragh continue à évoluer pour l'équipe et la suit aussi lors de son déménagement à Philadelphie où le club est nommé les Quakers. Il termine par contre la saison avec les Bruins de Boston. En 1931-1932, il fait partie de la première édition des Maple Leafs de Toronto au Maple Leaf Gardens inauguré le 12 novembre 1931. Il aide les Leafs à mettre la main sur la Coupe Stanley au terme de la saison.
La saison suivante, il est échangé aux Stars de Syracuse de la Ligue internationale de hockey par les Leafs. Il joue ensuite jusqu'en 1936 dans cette ligue.

## Statistiques
| Saison     | Équipe                      | Ligue      |     | Saison régulière | Saison régulière | Saison régulière | Saison régulière | Saison régulière |    | Séries éliminatoires | Séries éliminatoires | Séries éliminatoires | Séries éliminatoires | Séries éliminatoires |
| Saison     | Équipe                      | Ligue      | PJ  | B                | A                | Pts              | Pun              | PJ               | B  | A                    | Pts                  | Pun                  |                      |                      |
| 1919-1920  | Gunners d'Ottawa            | OCHL       | 7   | 4                | 0                | 4                | -                | -                | -  | -                    | -                    | -                    |                      |                      |
| 1920-1921  | Gunners d'Ottawa            | OCHL       | 12  | 8                | 0                | 8                | -                | 7                | 5  | 6                    | 11                   | 3                    |                      |                      |
| 1921-1922  | Gunners d'Ottawa            | OCHL       | 14  | 12               | 7                | 19               | 0                | 6                | 12 | 7                    | 19                   | 0                    |                      |                      |
| 1922-1923  | Gunners d'Ottawa            | OCHL       | 1   | 0                | 0                | 0                | 0                | -                | -  | -                    | -                    | -                    |                      |                      |
| 1922-1923  | Yellowjackets de Pittsburgh | USAHA      | 16  | 8                | 0                | 8                | -                | -                | -  | -                    | -                    | -                    |                      |                      |
| 1923-1924  | New Edinburghs d'Ottawa     | OCHL       | 12  | 6                | 4                | 10               | -                | 2                | 0  | 0                    | 0                    | -                    |                      |                      |
| 1924-1925  | Yellowjackets de Pittsburgh | USAHA      | 40  | 14               | 0                | 14               | -                | 8                | 3  | 0                    | 3                    | -                    |                      |                      |
| 1925-1926  | Pirates de Pittsburgh       | LNH        | 35  | 10               | 7                | 17               | 6                | 2                | 1  | 0                    | 1                    | 0                    |                      |                      |
| 1926-1927  | Pirates de Pittsburgh       | LNH        | 42  | 12               | 3                | 15               | 4                | -                | -  | -                    | -                    | -                    |                      |                      |
| 1927-1928  | Pirates de Pittsburgh       | LNH        | 44  | 13               | 2                | 15               | 16               | 2                | 0  | 1                    | 1                    | 0                    |                      |                      |
| 1928-1929  | Pirates de Pittsburgh       | LNH        | 43  | 9                | 3                | 12               | 6                | -                | -  | -                    | -                    | -                    |                      |                      |
| 1929-1930  | Pirates de Pittsburgh       | LNH        | 42  | 15               | 17               | 32               | 6                | -                | -  | -                    | -                    | -                    |                      |                      |
| 1930-1931  | Quakers de Philadelphie     | LNH        | 10  | 1                | 1                | 2                | 2                | -                | -  | -                    | -                    | -                    |                      |                      |
| 1930-1931  | Bruins de Boston            | LNH        | 25  | 2                | 4                | 6                | 4                | 5                | 0  | 1                    | 1                    | 2                    |                      |                      |
| 1931-1932  | Maple Leafs de Toronto      | LNH        | 48  | 5                | 10               | 15               | 6                | 7                | 0  | 1                    | 1                    | 2                    |                      |                      |
| 1932-1933  | Stars de Syracuse           | LIH        | 24  | 7                | 13               | 20               | 4                | 6                | 2  | 0                    | 2                    | 0                    |                      |                      |
| 1932-1933  | Maple Leafs de Toronto      | LNH        | 19  | 1                | 2                | 3                | 0                | -                | -  | -                    | -                    | -                    |                      |                      |
| 1933-1934  | Stars de Syracuse           | LIH        | 44  | 9                | 10               | 19               | 12               | 6                | 0  | 1                    | 1                    | 0                    |                      |                      |
|            |                             |            |     |                  |                  |                  |                  |                  |    |                      |                      |                      |                      |                      |
| 1935-1936  | Shamrocks de Pittsburgh     | LIH        | 41  | 7                | 14               | 21               | 4                | -                | -  | -                    | -                    | -                    |                      |                      |
| Totaux LNH | Totaux LNH                  | Totaux LNH | 308 | 68               | 49               | 117              | 50               | 16               | 1  | 3                    | 4                    | 4                    |                      |                      |

## Trophées et honneurs personnels
- OCHL
  - 1920 et 1921 : nommé dans la 2e équipe d'étoiles
  - 1922 : nommé dans la 1re équipe d'étoiles

## Parenté dans le sport
Il est le frère du joueur Jack Darragh.